# Liste der Nummer-eins-Hits in Finnland (1978)
Dies ist eine Liste der Nummer-eins-Hits in Finnland im Jahr 1978. Sie basiert auf den offiziellen Single Top 20 und den Album Top 50, die im Auftrag von Musiikkituottajat, der finnischen Landesgruppe der IFPI, erstellt werden.

## Singles
| | Liste der Nummer-eins-Hits in Finnland | Liste der Nummer-eins-Hits in Finnland | Liste der Nummer-eins-Hits in Finnland                         | 1979 →                    |
| \| Zeitraum \| Wo. ges. \| Interpret \| Titel Autor(en) \| Zusätzliche Informationen \| \| (Zeitraum, Wochen auf Platz eins, Interpret, Titel, Autor[en], zusätzliche Informationen) \| \| \| \| \| \| ----------------------------------------------------------------------------------------- \| -------- \| ---------------------------------- \| -------------------------------------------------------------- \| ------------------------- \| \| November 1977 – Februar 1978 4 Monate \| 4 \| Baccara \| Yes Sir, I Can Boogie Rolf Soja, Frank Dostal \| – \| \| März 1978 – April 1978 2 Monate \| 2 \| Baccara \| Darling Rolf Soja, Frank Dostal \| – \| \| Mai 1978 1 Monat \| 1 \| Rod Stewart \| Sailing Gavin Sutherland \| – \| \| Juni 1978 – Juli 1978 2 Monate \| 2 \| Boney M. \| Rivers of Babylon Brent Dowe, Trevor McNaughton, Farian, Reyam \| – \| \| August 1978 – September 1978 2 Monate \| 2 \| John Travolta & Olivia Newton-John \| You’re the One That I Want John Farrar \| – \| \| Oktober 1978 – November 1978 2 Monate \| 2 \| ABBA \| Summer Night City Benny Andersson, Björn Ulvaeus \| – \| \| Dezember 1978 – Januar 1979 2 Monate \| 2 \| Kontra \| Jerry Cotton \| – \| |                                        |                                        |                                                                |                           |
| |                                        |                                        |                                                                | → 1979 →                  |
| Zeitraum | Wo. ges.                               | Interpret                              | Titel Autor(en)                                                | Zusätzliche Informationen |
| (Zeitraum, Wochen auf Platz eins, Interpret, Titel, Autor[en], zusätzliche Informationen) |                                        |                                        |                                                                |                           |
| November 1977 – Februar 1978 4 Monate | 4                                      | Baccara                                | Yes Sir, I Can Boogie Rolf Soja, Frank Dostal                  | –                         |
| März 1978 – April 1978 2 Monate | 2                                      | Baccara                                | Darling Rolf Soja, Frank Dostal                                | –                         |
| Mai 1978 1 Monat | 1                                      | Rod Stewart                            | Sailing Gavin Sutherland                                       | –                         |
| Juni 1978 – Juli 1978 2 Monate | 2                                      | Boney M.                               | Rivers of Babylon Brent Dowe, Trevor McNaughton, Farian, Reyam | –                         |
| August 1978 – September 1978 2 Monate | 2                                      | John Travolta & Olivia Newton-John     | You’re the One That I Want John Farrar                         | –                         |
| Oktober 1978 – November 1978 2 Monate | 2                                      | ABBA                                   | Summer Night City Benny Andersson, Björn Ulvaeus               | –                         |
| Dezember 1978 – Januar 1979 2 Monate | 2                                      | Kontra                                 | Jerry Cotton                                                   | –                         |

## Alben
| | Liste der Nummer-eins-Hits in Finnland | Liste der Nummer-eins-Hits in Finnland | Liste der Nummer-eins-Hits in Finnland                  | 1979 →                    |
| \| Zeitraum \| Wo. ges. \| Interpret \| Titel \| Zusätzliche Informationen \| \| (Zeitraum, Wochen auf Platz eins, Interpret, Titel, zusätzliche Informationen) \| \| \| \| \| \| ------------------------------------------------------------------------------ \| -------- \| -------------------------- \| ------------------------------------------------------- \| ------------------------- \| \| November 1977 – März 1978 5 Monate \| 5 \| Baccara \| Baccara \| – \| \| April 1978 1 Monat \| 1 \| (Verschiedene Interpreten) \| Finnhits 7 \| – \| \| Mai 1978 – Juli 1978 3 Monate \| 3 \| (Soundtrack) \| Saturday Night Fever \| – \| \| August 1978 1 Monat \| 1 \| Bonnie Tyler \| Natural Force \| – \| \| September 1978 1 Monat (insgesamt 2) \| 2 \| (Soundtrack) \| Grease: The Original Soundtrack from the Motion Picture \| – \| \| Oktober 1978 – November 1978 2 Monate \| 2 \| Francis Goya \| 16 Dream Melodies \| – \| \| Dezember 1978 1 Monat (insgesamt 2) \| 2 \| (Soundtrack) \| Grease: The Original Soundtrack from the Motion Picture \| – \| |                                        |                                        |                                                         |                           |
| |                                        |                                        |                                                         | → 1979 →                  |
| Zeitraum | Wo. ges.                               | Interpret                              | Titel                                                   | Zusätzliche Informationen |
| (Zeitraum, Wochen auf Platz eins, Interpret, Titel, zusätzliche Informationen) |                                        |                                        |                                                         |                           |
| November 1977 – März 1978 5 Monate | 5                                      | Baccara                                | Baccara                                                 | –                         |
| April 1978 1 Monat | 1                                      | (Verschiedene Interpreten)             | Finnhits 7                                              | –                         |
| Mai 1978 – Juli 1978 3 Monate | 3                                      | (Soundtrack)                           | Saturday Night Fever                                    | –                         |
| August 1978 1 Monat | 1                                      | Bonnie Tyler                           | Natural Force                                           | –                         |
| September 1978 1 Monat (insgesamt 2) | 2                                      | (Soundtrack)                           | Grease: The Original Soundtrack from the Motion Picture | –                         |
| Oktober 1978 – November 1978 2 Monate | 2                                      | Francis Goya                           | 16 Dream Melodies                                       | –                         |
| Dezember 1978 1 Monat (insgesamt 2) | 2                                      | (Soundtrack)                           | Grease: The Original Soundtrack from the Motion Picture | –                         |

Siehe auch: Nummer-eins-Hits 1978 in  Australien, Belgien, Deutschland, Frankreich, Irland, Italien, Japan, Kanada, Neuseeland, den Niederlanden, Norwegen, Österreich, Schweden, der Schweiz, Spanien, den Vereinigten Staaten und im Vereinigten Königreich.